# Лундберг, Кристиан
Нильс Кристиан Лундберг (швед. Nils Kristian Lundberg; 6 февраля 1966, Malmö S:t Pauli församling, Мальмёхус — 27 апреля 2022) — шведский писатель и литературный критик. Дебютировал в 1991 году и с тех пор опубликовал более двадцати книг стихов и прозы. Лейтмотивами его творчества являются христианская этика и родной город Мальмё.

## Биография
Кристиан Лундберг родился 6 февраля 1966 года в Мальмё. По его собственным словам, он вырос в Русенгорде, иммигрантском районе города Мальмё. Его детство было сложным: мать, которая страдала шизофренией, одна воспитывала 4 детей. Отец не жил со своей семьей. В юности Кристиан не имел постоянного места жительства и дохода, был активным членом анархо-синдикалистского движения и сквоттером. Во второй половине 1980 — начале 1990 годов был членом поэтической группировки «Мальмёлига». В возрасте 26 лет, после периода разгульной жизни, стал трезвенником и дебютировал в качестве поэта с книгой стихов «Сквозь сентябрь» (шв. Genom september, 1991). С первой же книги был очевиден интерес автора к христианству. В поисках лирического этоса он перепробовал несколько версий христианской этики: от этики высокой церкви и католичества, до более либеральной и радикальной этики всеобщей любви (шв. allkärlekssträvan). Своё творчество он понимает как своеобразное «служение». Позже Лундберг назвал себя представителем консервативной культуры.
После дебютной книги 1991 года выпустил множество книг, иногда более одной в год, получил несколько премий и наград. Писал литературно-критические статьи для шведских газет. Сборник стихов «Работа» (шв. Job) был номинирован в 2005 году на премию имени Августа Стриндберга.
В декабре 2006 года стало известно, что Кристиан Лундберг написал рецензию на книгу, которая не была опубликована. После этого инцидента он пошёл работать подёнщиком в порт Мальмё. В своей книге «Ярден» (шв. Yarden, 2009) он обратил внимание на современное положение рабочих-подёнщиков, которыми являются в основном мигранты и современные люмпены. Эта книга была благосклонно принята критиками, выдержала множество переизданий и сделала автора одним из видных продолжателей шведской традиции т. н. «рабочей литературы».
В книгах поэтической прозы «Родной город» (шв. En hemstad) и «И всё будет любовь» (шв. Och allt skall vara kärlek) Лундберг развивает темы поднятые в книге Yarden. Эти книги вызвали большой интерес литературных критиков и были отмечены премиями.